# Baronnie de l'Abergement
La baronnie de l'Abergement est une ancienne seigneurie et baronnie du Moyen Âge située près de la commune française actuelle de L'Abergement-Clémenciat dans le département de l'Ain et la région Auvergne-Rhône-Alpes.

## Histoire
L'Abergement est mentionné comme fief avec haute justice dès le commencement du XIVe siècle. Le château fort bâti par les Chabeu, seigneurs de Saint-Trivier-en-Dombes, aurait été, d'après Guichenon, le partage des puînés de cette famille.
Agnès de Chabeu, fille de Jacques de Chabeu, chevalier, mort vers 1318, l'apporte en mariage à Odet de Navilly, chevalier.
Le 29 novembre 1338, leur fils, Hugonin de Navilly cède, moyennant 2 000 livres, le château avec ses fossés et les granges ainsi que la seigneurie de l'Abergement avec toute sa justice à Étienne II de La Baume , dit Galois de La Baume (parfois mentionné sous la forme La Beaume), chevalier, seigneur de Valufin ou Vallefin (Valfin-sur-Valouse) et de Montrevel-en-Bresse, vassal des sires de Beaujeu.
La seigneurie est, au début du XVe siècle, agrandie et renforcée par diverses acquisitions et transactions. Elle s'étend alors en Dombes et en Bresse.
La date d'érection en baronnie de la seigneurie de l'Abergement est inconnue cependant en 1383 Philibert de la Baume en jouit déjà à titre de baronnie lorsqu'après avoir "suivi le Comte de Savoie en la guerre qu'il fît aux Valaisans, (il) assista au traité de paix fait en 1383 entre le Comte de Savoie et le Seigneur de Baujeu"
Le château était une importante forteresse, en 1576, il est précisé que l'Abergement est : « costé de Bresse, fors la grosse tour d'iceluy appelée la Tour Chabeu, laquelle demeure du costé Dombes comme elle a fait de tout temps », ou « fors la grosse tour.... appelée la Tour-Chabeu, qui estoit sise en Dombes, comme il appert par la borne de pierre plantée à la porte du dit château… »
Au XVIe siècle Hélène de Tournon, 3e femme de Jean de la Baume avait fait réalisé de grands travaux sur le château et notamment une grande salle d’apparat, décorée de décors grotesques, qui faisait l’admiration de la région.
Au XVIIe siècle le château n’était plus occupé qu’occasionnellement par les barons de l'Abergement qui venaient y chasser et entretenaient sur place une meute de plus de 300 chiens.
En 1727, un inventaire de la baronnie de l’Abergement indique que le château est en partie en ruine. Dans ce même texte est signalé une maison nouvelle construite devant la porte du château par Monsieur de Veyle, Seigneur de l'Ordre. Cette maison après plusieurs agrandissements correspond à l'actuel château Munet.
Lors de la convocation des États-Généraux les descendants de Galois de La Baume jouissaient encore de la terre de l'Abergement, en titre de baronnie.
Après la mort d'Alexandre-Melchior de la Baume, guillotiné à Paris le 7 juillet 1794, l’ensemble de ses biens furent confisqués et mis sous séquestre. Ils furent partagés entre ses divers héritiers et la Baronnie de l’Abergement fut léguée à Charles, Comte de Vidampierre.
Charles, comte de Vidampierre, vendit en 1829 l'ensemble des terres constituants la baronnie de l'Abergement, la seigneurie de la Féole, divers domaines agricoles (La Nicollière, Les Métrats, Les Pelonnes, Neuf, etc.) ainsi que le château-fort à Gaspard-Melchior Munet.
La même année les héritières de Pierre-Laurent de Veyle et de Justine Reine de Buffévent vendent l'ensemble des terres formant la seigneurie de l'Ordre à Gaspard-Melchior Munet.
En 1893, Marie-Claude Guigue nous dit qu'on ne voit plus que les ruines de l'enceinte du château-fort et la poype qui le dominait.

## Liste des seigneurs et barons de l'Abergement

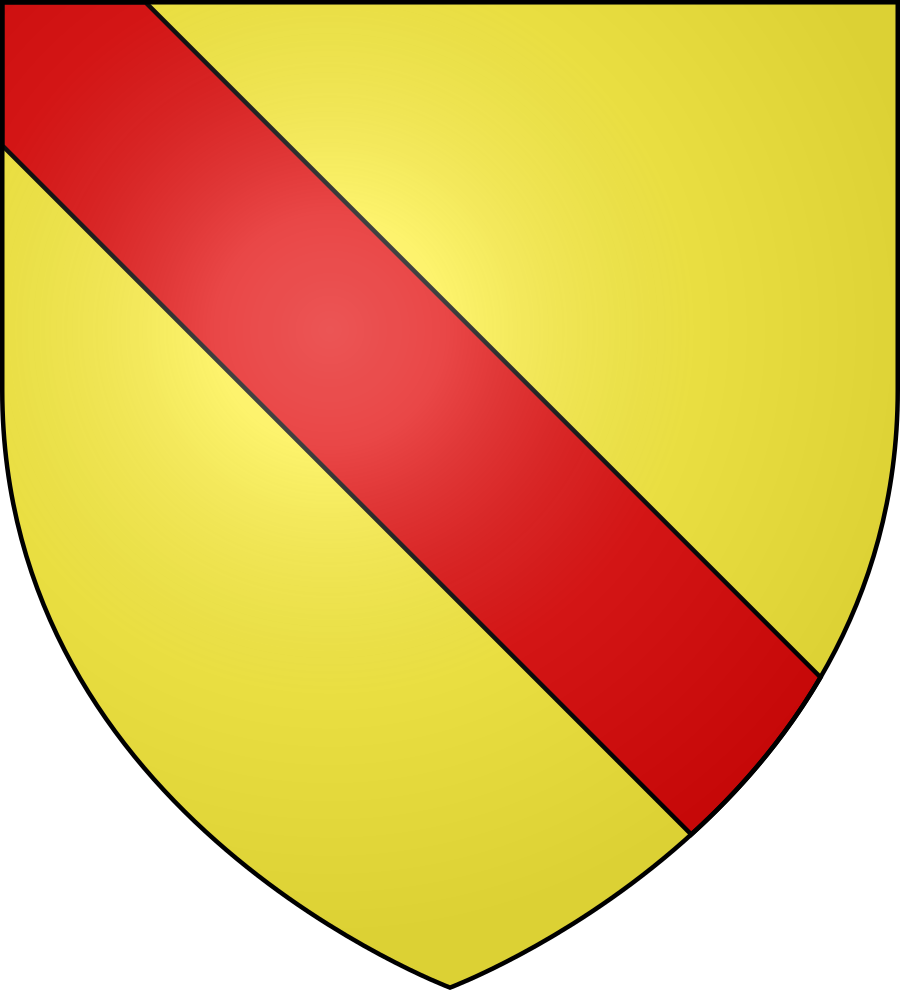
Armes de la famille Chabeu

### Famille Chabeu
- 1304 : Jacques de Chabeu est seigneur de l'Abergement en Dombes : dominus Jacobus Chabues, miles, et rend l'hommage lige à l'Église de Lyon[3].
- 1318 : Jacques de Chabeu lègue le château et les terres de l’Abergement à sa fille Agnès, qui l’apporte à son mari Odet de Navilly.
- 1338 : Hugonin de Navilly, fils héritier d'Agnès de Chabeu vend en 1338 la seigneurie de l’Abergement à Jacques de la Baume, Seigneur de Montrevel.

### Famille La Baume

Armes de la famille La Baume

- 1338 : Étienne II de La Baume, dit « Galois de La Baume », seigneur de Montrevel-en-Bresse, fait l'acquisition de la seigneurie de l'Abergement[2].
- 1342 : Guillaume de La Baume (mort en 1360), fils du précédent, rend hommage pour le château de l'Abergement au comte de Savoie[2].
- v. 1370 : Philibert Ier.
- 1393 : Jean de La Beaume ; à cette date, il s'empare de Bernoud (Civrieux), au nom du comte de Savoie[8].
- 1550 : Jean III de La Baume annexe à la baronnie de l' Abergement la seigneurie de la Féole.
- 1603 : Jean de la Baume, baron de l'Abergement, reçoit de noble Philipe de Tournon les servis et cens qu'il lui devait en tant qu'arrière-vassal.
- 1794 : Florent-Alexandre-Melchior de La Baume, marquis de Saint-Martin-le-Châtel, quatorzième et dernier comte de Montrevel, baron de Lugny et de Marboz, est guillotiné à Paris, place de la Révolution, et la baronnie de l'Abergement échoit à Charles, comte de Vidampierre.

### Famille Munet

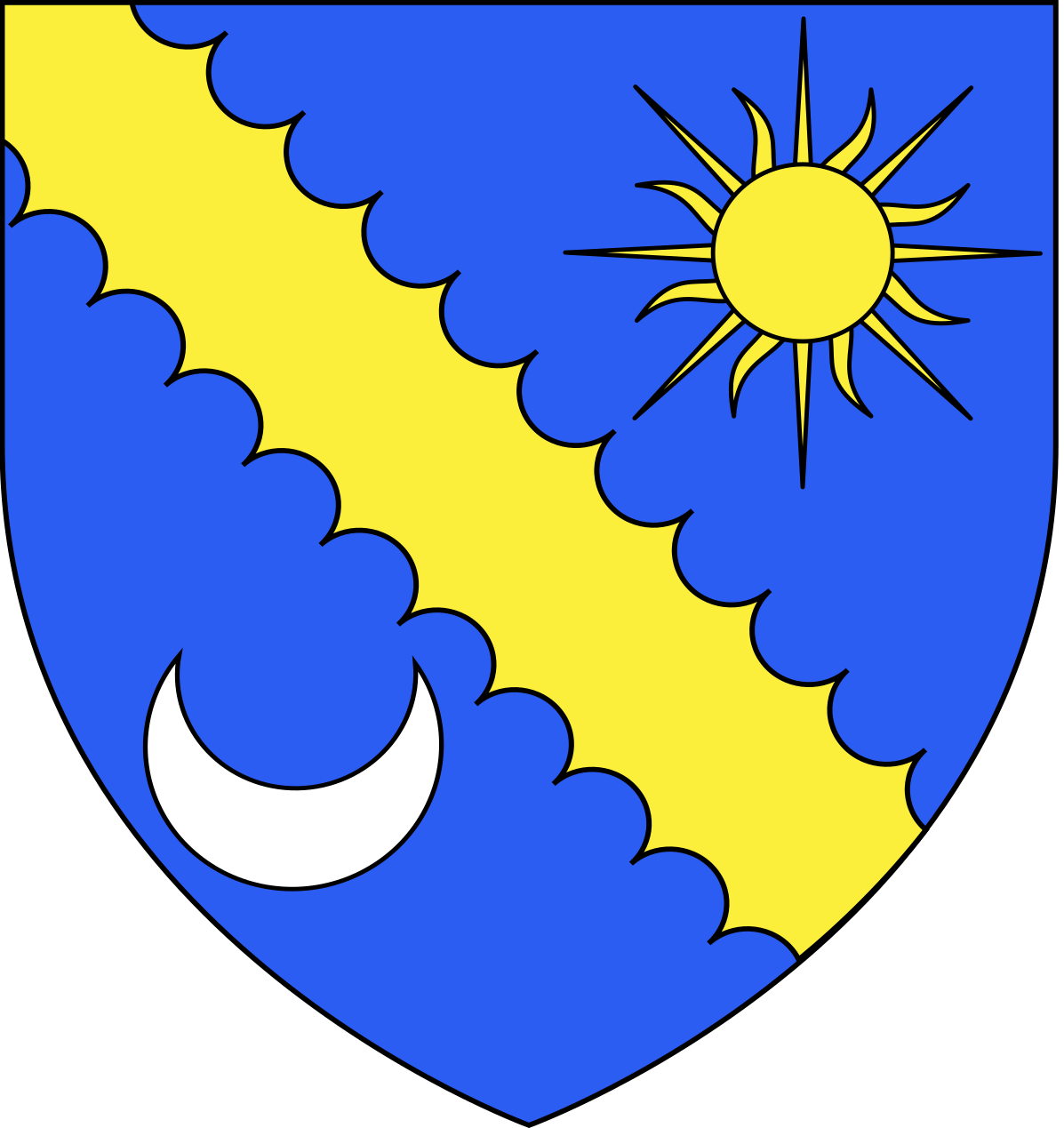
Armes de la famille Munet

- 1829 : Gaspard-Mechior Munet, fils de noble Claude Munet, ancien recteur de l' Hôtel-Dieu de Lyon, achète la baronnie de l' Abergement, la seigneurie de la Féole, divers domaines agricoles ainsi que le château-fort à Charles de Vidampierre. La même année il fait l'acquisition de la seigneurie de l' Ordre aux héritières de Mr de Veyle[6].
- 1870 : Antoine-Elisée Munet de fait d'importants travaux de rénovation de la maison acquise aux héritières du seigneur de Veyle : élévations des façades, adjonction d'une tour et de pavillons, création d'un parc à l'anglaise etc[6].